# Rayan Souici
Rayan Souici (* 28. Februar 1998 in Pierre-Bénite) ist ein französischer Fußballspieler, der als Mittelfeldspieler agiert.

## Karriere

### Verein
Souici begann nahe seiner Geburtsstadt Pierre-Bénite seine fußballerische Karriere. 2006 wurde er von den Scouts Olympique Lyons entdeckt. Dort blieb er aber nur bis 2010, denn dann ging er zum AS Saint-Priest. Wiederum drei Jahre später wechselte er in die Jugendabteilung des AS Saint-Étiennes. Seit 2015 steht er auch offiziell bei deren B-Auswahl im Kader. Am 5. August 2017 durfte er sein erstes und bisher einziges (Stand: 3. Juli 2020) Profispiel für die Franzosen machen. Damals gewann sein Team 1:0 gegen OGC Nizza und Souici wurde in der 79. Minute eingewechselt. Ein paar Monate später wurde er in die dritte französische Liga verliehen. Bei Entente Sannois Saint-Gratien machte er insgesamt 34 Ligaspiele und zwei Tore, war also einer der Stammspieler. Nach seiner Rückkehr wurde er an Servette verliehen. Hier spielte er keine große Rolle und spielte nur in sechs Spielen. Nach seiner Rückkehr spielte er noch ein Spiel in der Saison 2020/21 und verließ Saint-Étienne anschließend.
Im Januar 2022 wechselte er in die National 2 zur AS Saint-Priest. Zur Saison 2022/23 schloss er sich dem nun eine Liga höher spielenden FCO Dijon an.

### Nationalmannschaft
Souici spielte bisher in mehreren Jugendnationalmannschaften Frankreichs. Insgesamt machte er zwei Tore in zehn Spielen.